# Nova Zelândia nos Jogos Olímpicos de Verão de 1920
A Nova Zelândia nos Jogos Olímpicos de Verão de 1920, em Antuérpia, na Bélgica competiu representada por 4 atletas, 3 homens e uma mulher, que disputaram provas de 3 esportes diferentes e 6 modalidades distintas.
Os atletas nacionais conquistam uma medalha de bronze para o país, que terminou a competição na 22º colocação no quadro geral de medalhas.
Esta foi a primeira vez que a Nova Zelândia competiu usando o nome do país, visto que as outras duas vezes que a nação participou foi em parte de uma confederação junto com a Austrália e Ilhas do Pacífico Sul, conhecida como Australásia.

## Medalhistas

### Bronze
- Clarence Hadfield D'Arcy — Remo